# Tarnogród
Tarnogród (ukrajinsky Терногород, v jidiš טאַרנעגראָד‎, rusky Тарногродъ) je polské město v okrese Biłgoraj v Lublinském vojvodství. Je sídlem stejnojmenné městsko-vesnické gminy. Podle statistických údajů k 1. lednu 2021 mělo město 3 304 obyvatel a rozlohu 10,69 km².

## Historie
Historie města sahá do středověku, kdy zde vznikla osada s názvem Cierniogród. Město mělo městská práva v období od 16. do 19. století, a znovu je získalo v roce 1987. V roce 1686 zde byla postavena synagoga, v letech 1750 až 1771 pozdně barokní kostel. Vně kostela stojí samostatná zvonice z roku 1777.
Ačkoliv Tarnogrod v současnosti patří k Lublinskému vojvodství, město nemá žádné historické spojení s Malopolskem, většinu své historie bylo částí červenoruské „země“ Przemyśl (polsky Ziemia przemyska). V současné době je Tarnogród nejjižnějším městem Lublinského vojvodství; od Lublinu je vzdálen 110 kilometrů, přičemž do Rzeszowa v Podkarpatském vojvodství je to jen 70 kilometrů.
Tarnogród byl založen v polovině 16. století na místě obranného hradiště zvaného Cierniogród. Městská práva podle práva magdeburského obci udělil král Zikmund II. August 14. května 1567 ve městě Piotrków Trybunalski. Šlechtický rod Zamoyski, který město vlastnil, nechal kolem tržiště postavit domy, společně s nimi i dřevěnou radnici a věž místního vězení. Později vznikla nemocnice, spolu se dvěma kostely (1569, 1591) a lázně. Město mělo tři brány, jeho populace v roce 1589 je odhadována na asi 1500 obyvatel. V roce 1588 se Tarnogród stal součástí svěřenství šlechtického rodu Zámoyských. Město mělo rychtáře a obecní radu. Počátkem 17. století jsou zde uváděny oba římskokatolické kostely, synagoga a pravoslavný kostel. V polovině 17. století bylo obyvatelstvo města zdecimováno četnými válkami a epidemiemi. 26. listopadu 1715 zde byla založena Tarnogródská konfederace.
Po prvním dělení Polska v roce 1772, připadlo město Rakousko-Uhersku, které sem poslalo německé osadníky. Rakouská vláda skončila v roce 1809 (viz Polsko-rakouská válka a Válka páté koalice), a po následujících šest let patřil Tarnogród Varšavskému knížectví, v němž bylo do roku 1842 sídlem okresu. V roce 1815, kdy vzniklo Ruskem ovládané Kongresové Polsko, byl Tarnogród sedmým největším městem (za městy Varšava, Kališ, Lublin, Płock, Zamość a Piotrków Trybunalski). Žilo zde 3391 lidí. 19. května 1870 ztratil Tarnogród práva města, ačkoliv počet obyvatel dosáhl 5000.
17. června 1915 byl Tarnogród obsazen jednotkami Rakousko-uherské armády, které zde zůstaly až do listopadu 1918. Za Druhá Polská republiky patřilo město do okresu Biłgoraj v Lublinského vojvodství. Jednotky Wehrmachtu vstoupily do města 15. září 1939, při obsazování bylo vypáleno několik domů. Němci ale oblast 27. září opustili a v souladu s německo-sovětským paktem Ribbentrop–Molotov bylo město předáno Rudé armádě.
26. října 1939 se město stalo součástí vládního okresu Lublin Generálního gouvernementu. Němci provedli na území města několik masakrů, což bylo i jednou z příčin pozdějšího polského odporu, známého jako Zamojské povstání. Sovětská vojska znovuobsadila Tarnogród v červenci 1944.
K 1. lednu 1987 získal Tarnogród zpět status města.
Na počátku druhé světové války žilo ve městě kolem 2500 Židů. Židovská komunita byla zlikvidována 2. listopadu 1942, kdy bylo 3000 Židů z Tarnogródu a blízkého okolí deportováno do Vyhlazovacího tábora Belzec.

## Gmina
K městsko-vesnické gmině kromě města Tarnogród patří obce se starostenstvími (Sołectwo):
- Luchów Dolny
- Luchów Górny
- Pierogowie
- Różaniec Drugi
- Różaniec Pierwszy
- Wola Różaniecka.

Dalšími obcemi jsou Bolesławin, Cichy, Jamieńszczyzna, Kolonia Różaniecka, Popówka, Różaniec-Szkoła a Zagrody.

## Památky

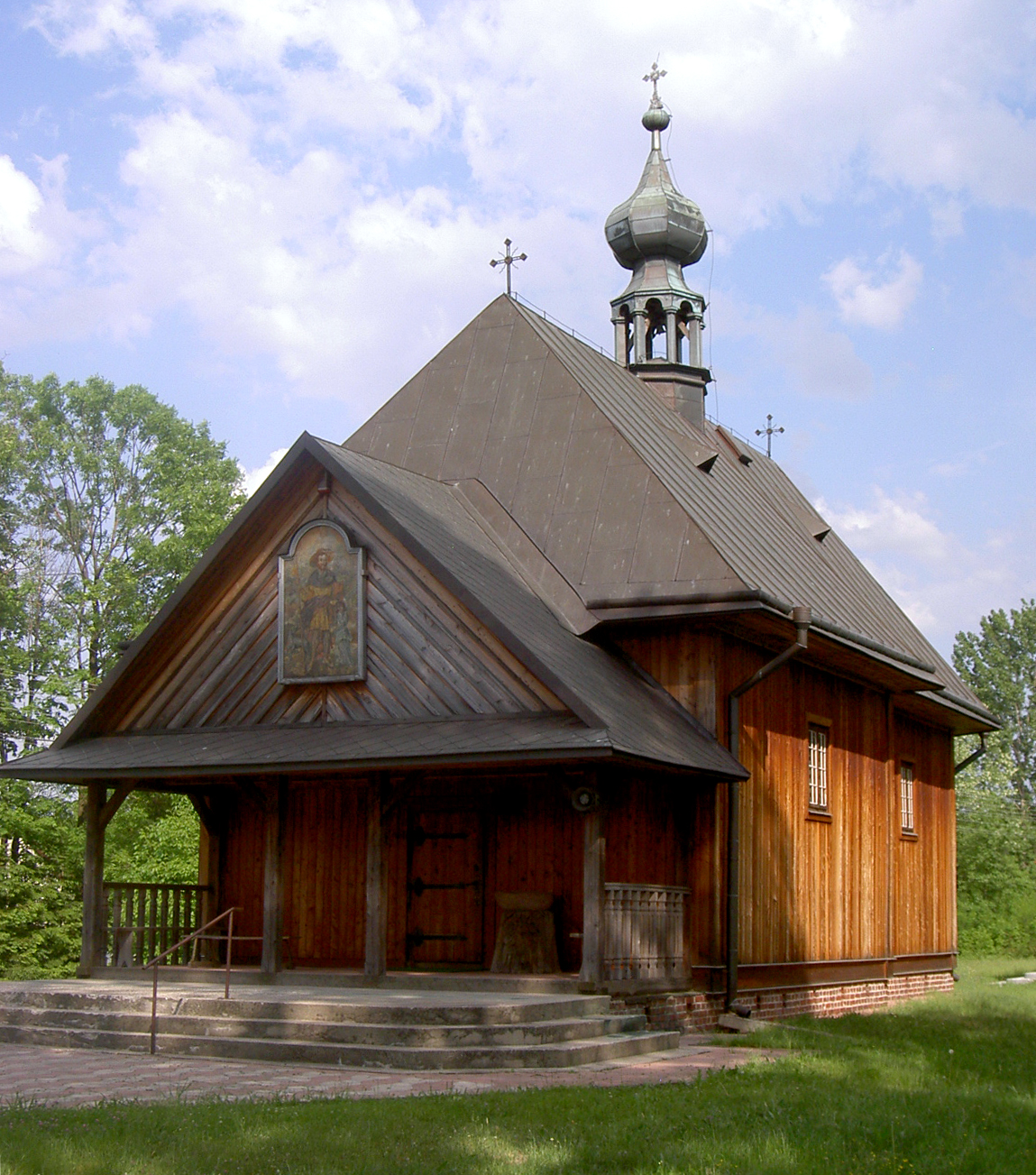
Kostel sv. Rocha
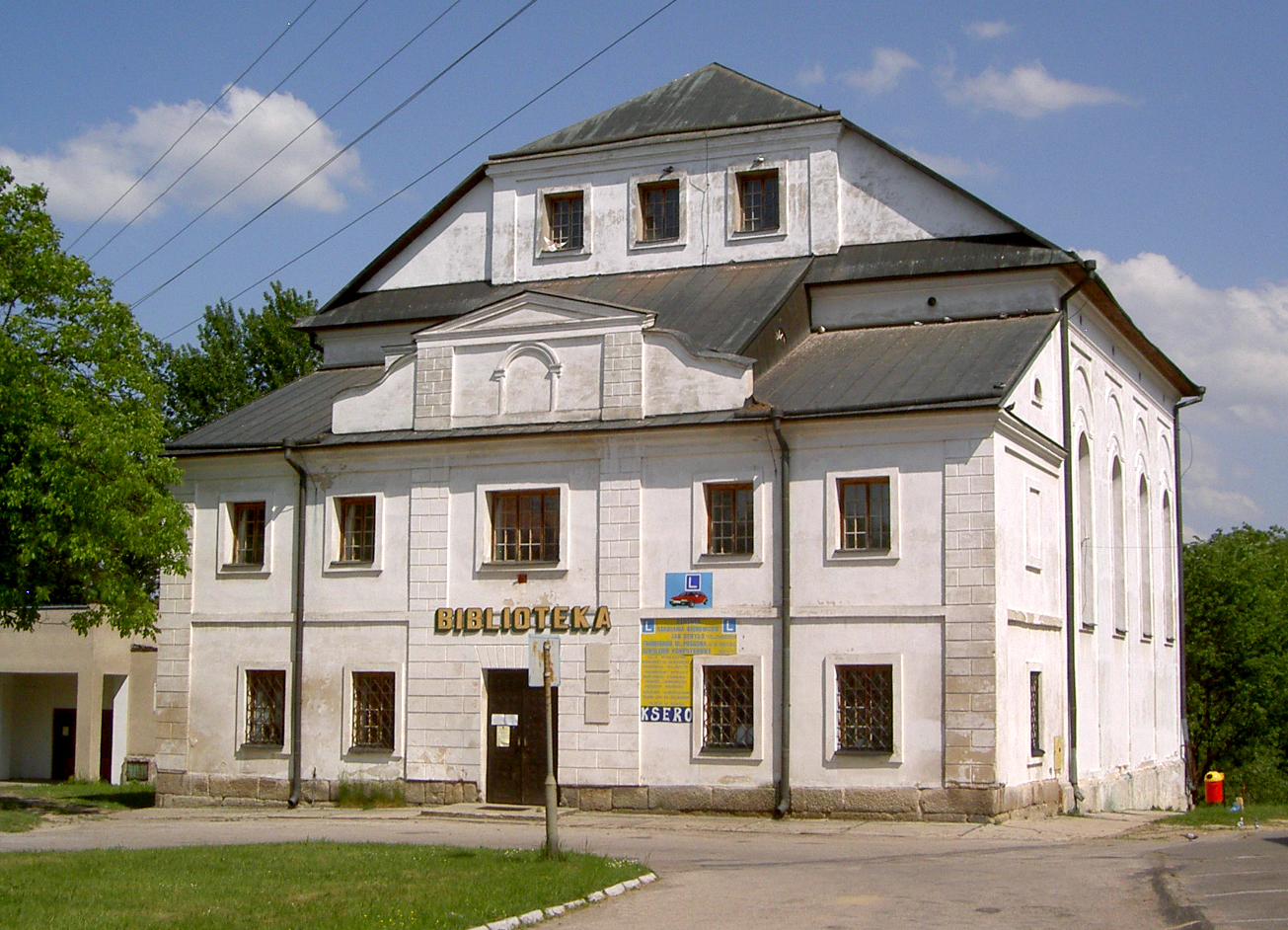
Synagoga, dnes knihovna a muezum nůžek
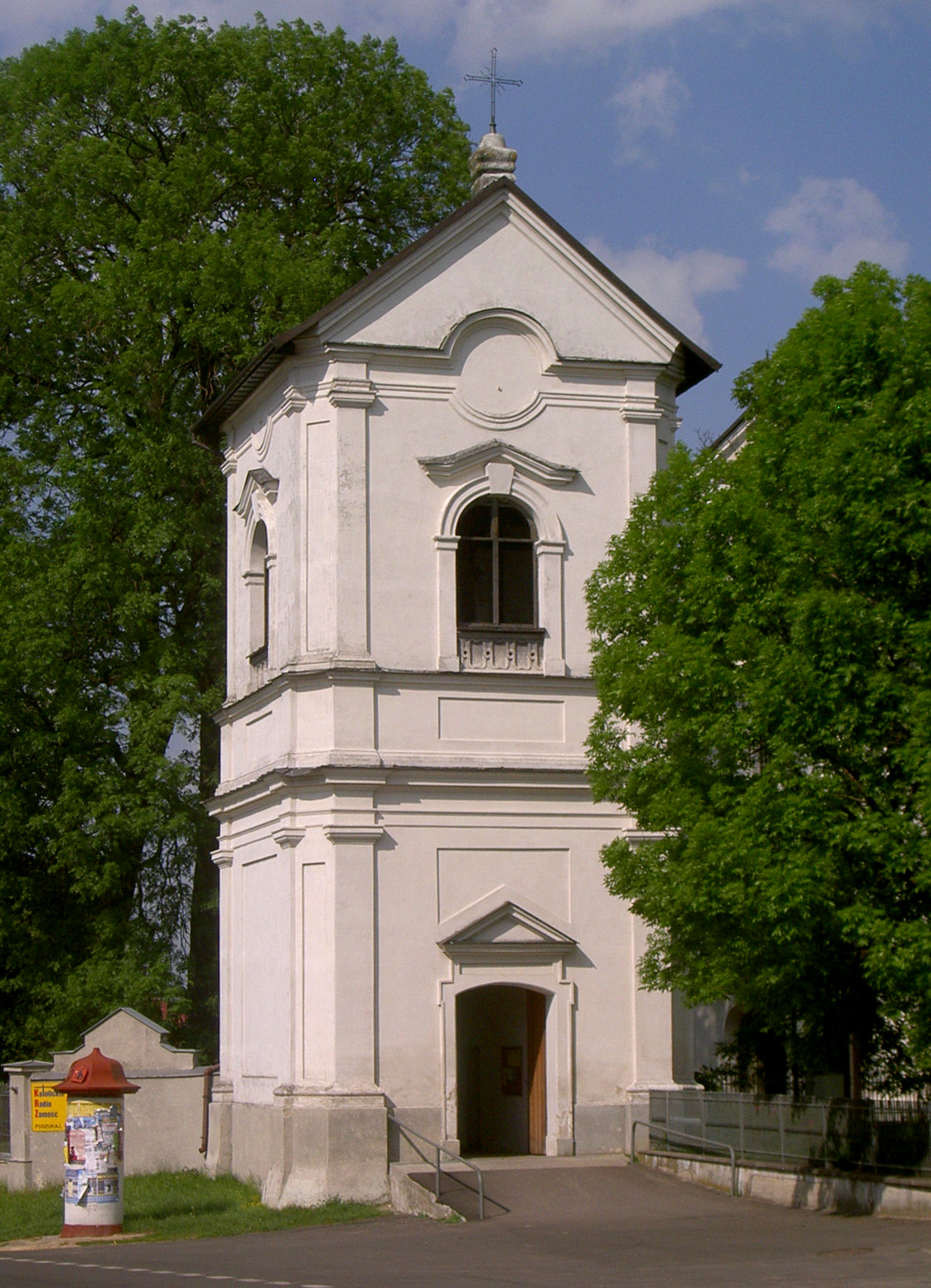
Zvonice z roku 1777
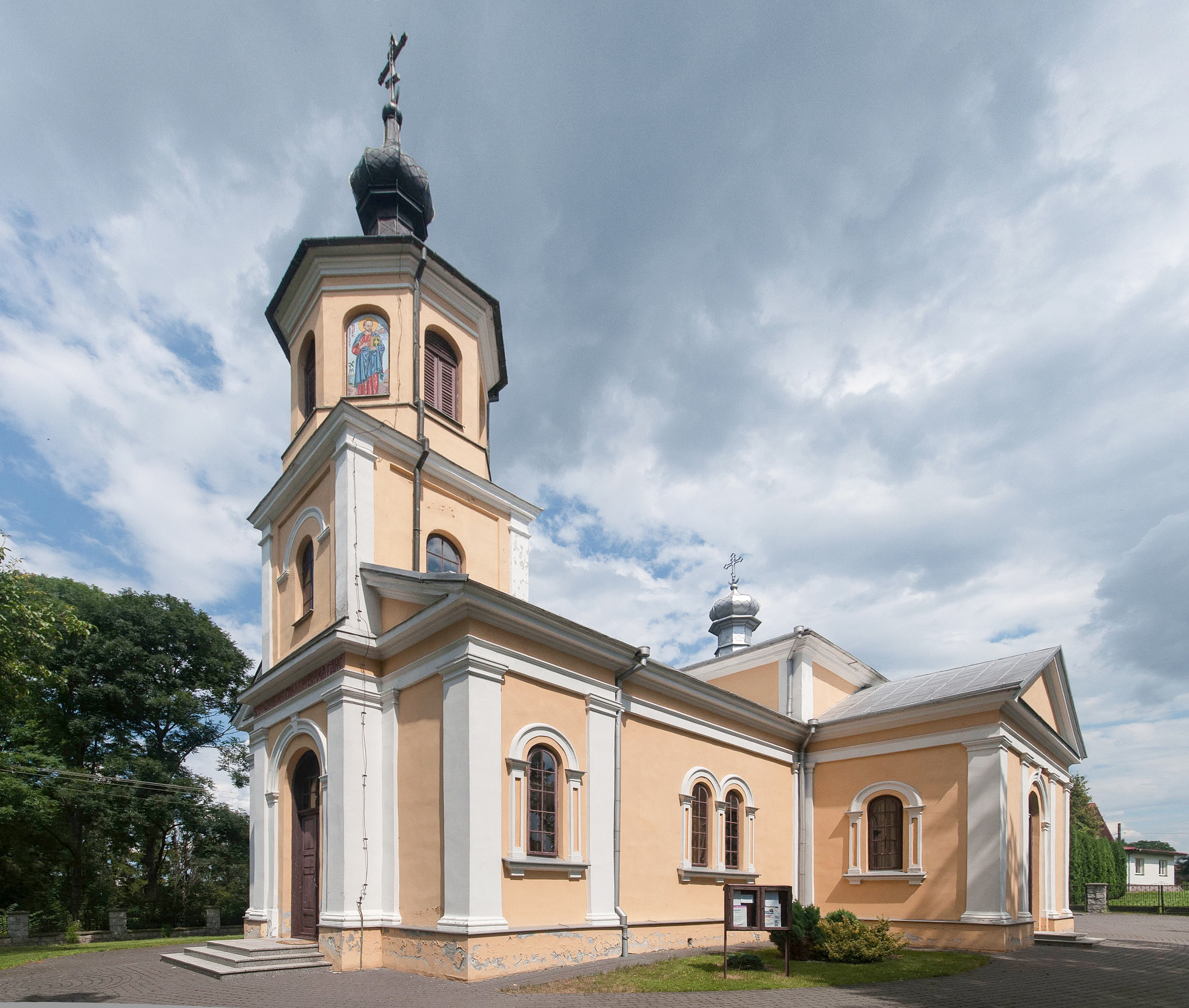
Pravoslavný kostel sv. Jiří

## Významní rodáci
- Chaim Halberstam (1793–1876), chasidský rabín
- Dorota Gruca (* 1970), polská atletka
- Stanisław Żmijan (* 1956), polský politik (PO)